# Teodor Sziginyi
Teodor Sziginyi (Kloštar Podravski, 1741. – Pečuh 1781.), hrvatski franjevac.
Predavao je kao profesor filozofije u Čakovcu (Od 1767. do 1769.), te kao profesor moralne teologije u Virovitici i Kloštru Ivaniću (od 1773. do 1775.). Predavao je i dogmatiku u Varaždinu i Pečuhu, od 1776. do 1781.
god.